# Limnophyton fluitans
Limnophyton fluitans là một loài thực vật có hoa trong họ Alismataceae. Loài này được Graebn. mô tả khoa học đầu tiên năm 1908.